# Adolphe Appian

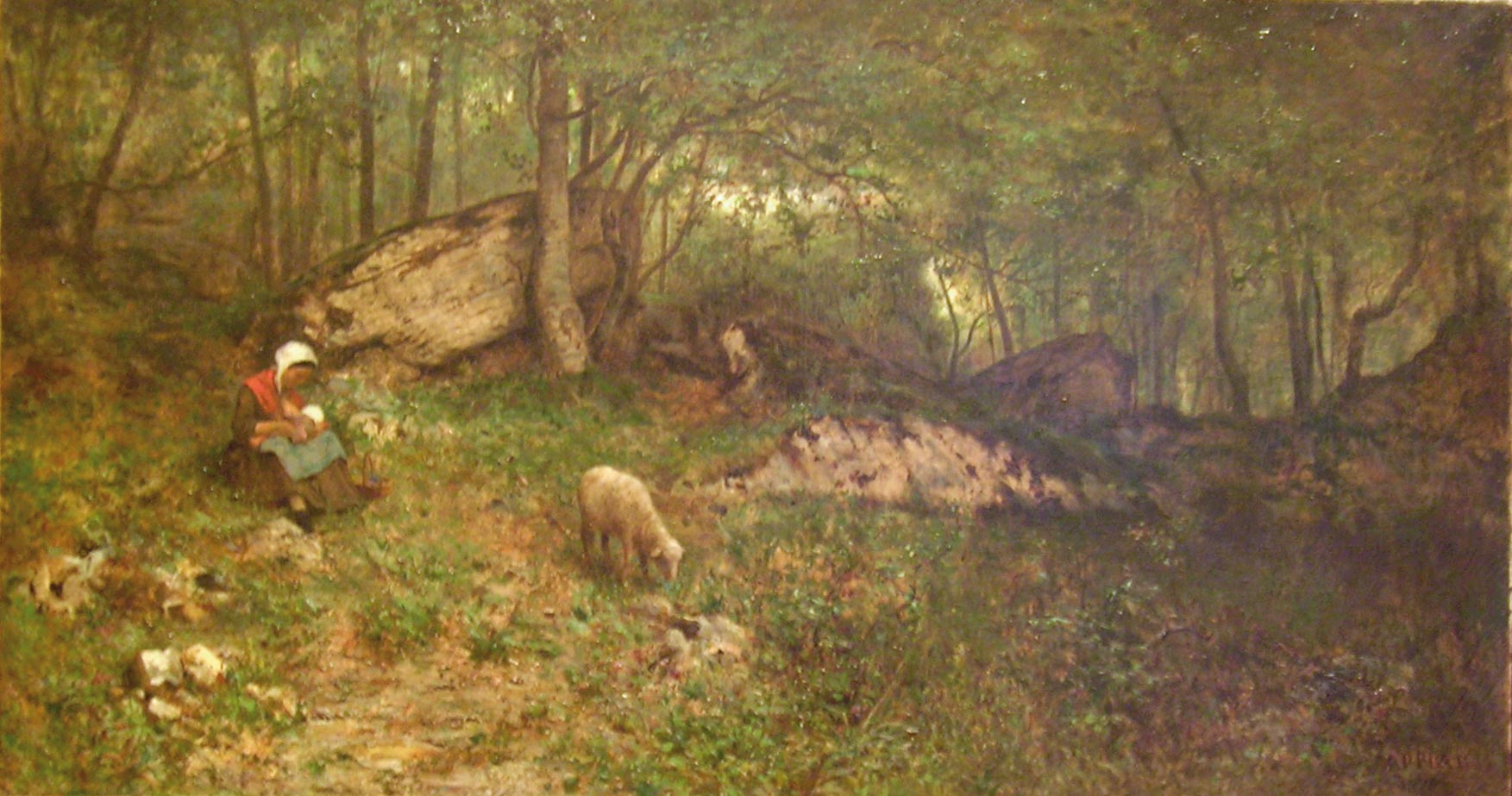
Le Haut du bois des roches (Rossillon) (1870)

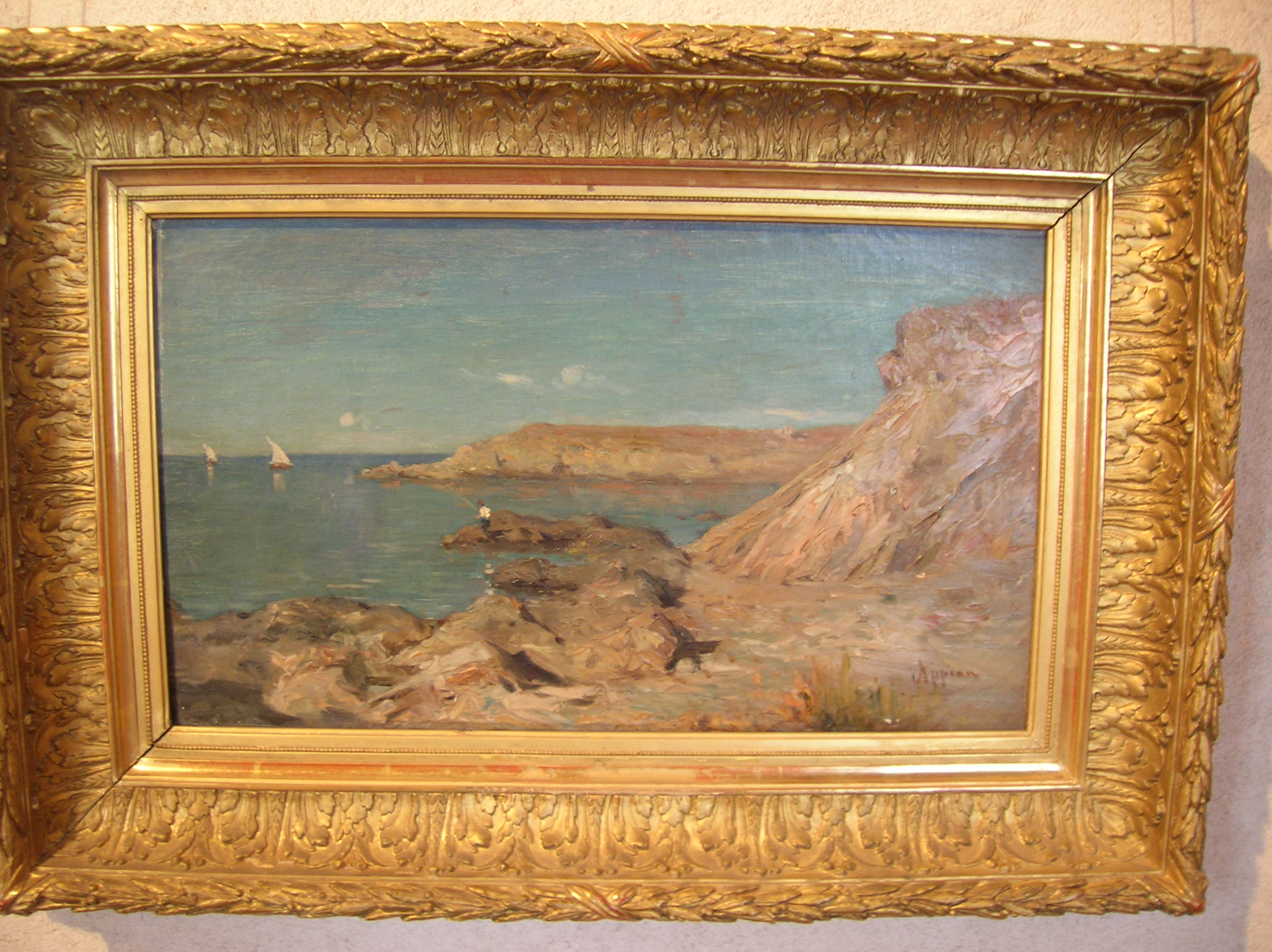
Rochers de Collioure (1890)

Adolphe Appian (* 1819 in Lyon; † 1898) war ein französischer Landschaftsmaler und Radierer.

## Leben
Er war Schüler von Camille Corot und Charles-François Daubigny, malte von den Ufern der Rhone und dem südlichen Frankreich Stimmungsbilder von poetischer Wirkung, bisweilen in bläulichem, etwas kitschigem Kolorit. 

## Werke (Auswahl)
Zu seinen Werken gehören die 1868 ausgestellten Bilder: Trübes Wetter, Der Felsenweg, Das Bois des Roches, Die Ufer des Furon im Oktober und die beiden Kohlezeichnungen: Umgebungen von Rochefort und Sumpf von Virieu le Grand. Mehrere seiner Radierungen erschienen in den Sammlungen der Gesellschaft der Radierer.